# Banqueta
Banqueta ou tamborete é um pequeno banco, geralmente em madeira, baixo e pequeno, sem braços nem espaldar com assento para apenas uma pessoa. Muito utilizado em residências e bares, recebeu esse nome porque pode ser feito de couro de animal (o mesmo material usado para fazer tambores), no início ele se parecia muito com tambores, mas era menor, por isso "tamboretes".

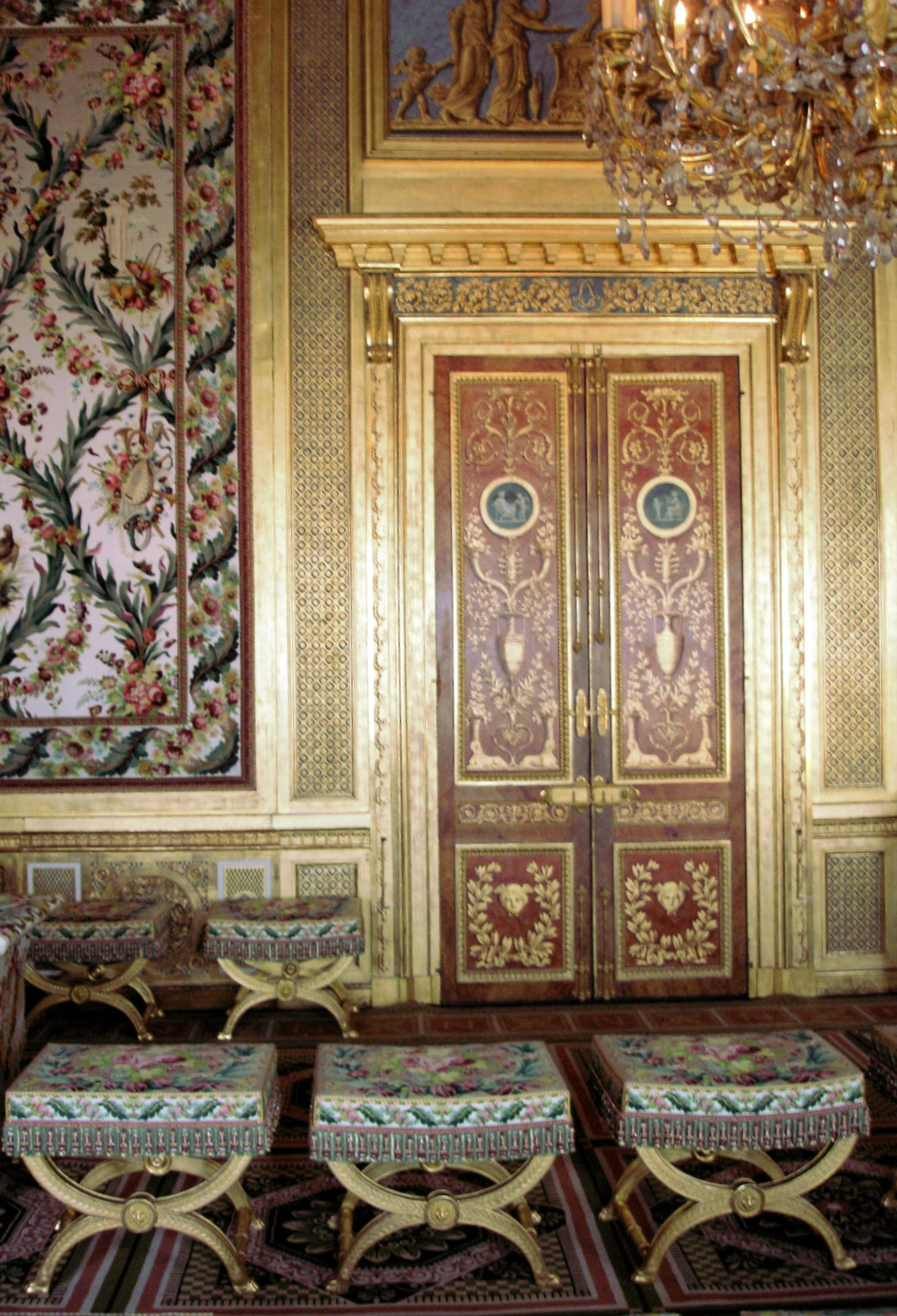
Tamboretes estilo Império no Castelo de Fontainebleau

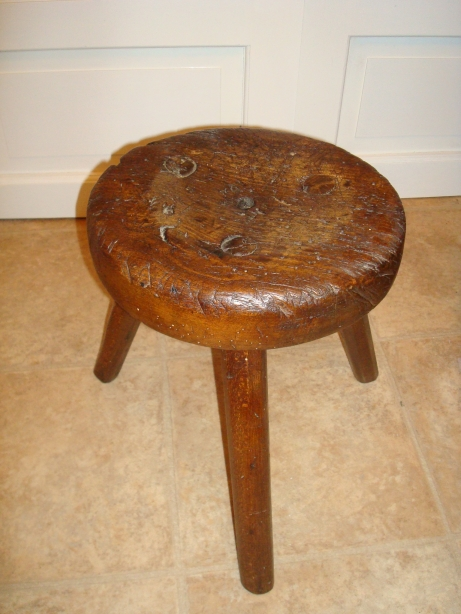
Banco usado para ordenha

## História
Não se sabe ao certo a origem dos tamboretes, embora sejam conhecidas por serem uma das primeiras formas de móveis de madeira. O diphros era um tipo de banquinho de quatro pernas da Grécia Antiga, disponível nas versões fixa e dobrável. Percy Macquoid afirma que o banquinho torneado foi introduzido na cidade de Bizâncio pela Guarda varegue e, através da cultura nórdica na Europa, acabou chegando à Inglaterra através dos normandos.
No período medieval, as banquetas consistiam em bancos, banquetas e os exemplos muito raros de cadeiras em formato de trono usadas como uma indicação de status. Esses bancos eram feitos de duas formas, em tábuas ou em estilo gótico, este último, era um banco curto com dois pés em forma de placa nas extremidades que também poderia ser torneado.
Banquinhos giratórios foram os antecessores tanto da cadeira giratória quanto da cadeira Windsor. O banquinho mais simples era como a cadeira Windsor: um assento de prancha sólida com três pernas encaixadas nele com encaixes redondos e espigões. Esses bancos simples provavelmente usavam a técnica de marcenaria verde, em que se colocava pernas já secas em um assento ainda verde. Conforme o assento seca e encolhe, as juntas são mantidas firmes. Essas pernas foram originalmente formadas por raspagem de um simples galho ou poste, exemplos posteriores desenvolveram formas torneadas.
Foram descobertos alguns banquinhos do século XVII que eram usados por fazendeiros para ordenhar vacas.
Desenvolvimentos posteriores no século XVIII produziram o tamborete unido, usando as técnicas de desenvolvimento de marcenaria para produzir um tamborete maior em forma de caixa com o mínimo de madeira, juntando fusos e trilhos longos e finos em ângulos retos.

## Tamboretes reais
Vários reinos na África ainda têm a tradição de usar banquinhos como tronos. Um dos mais famosos deles, o Banquinho Dourado dos Asantehene em Gana, foi a causa de um dos eventos mais famosos da história da África colonial, a chamada Guerra do Banco Dourado entre os britânicos e os Ashanti.

## Banqueta traseira

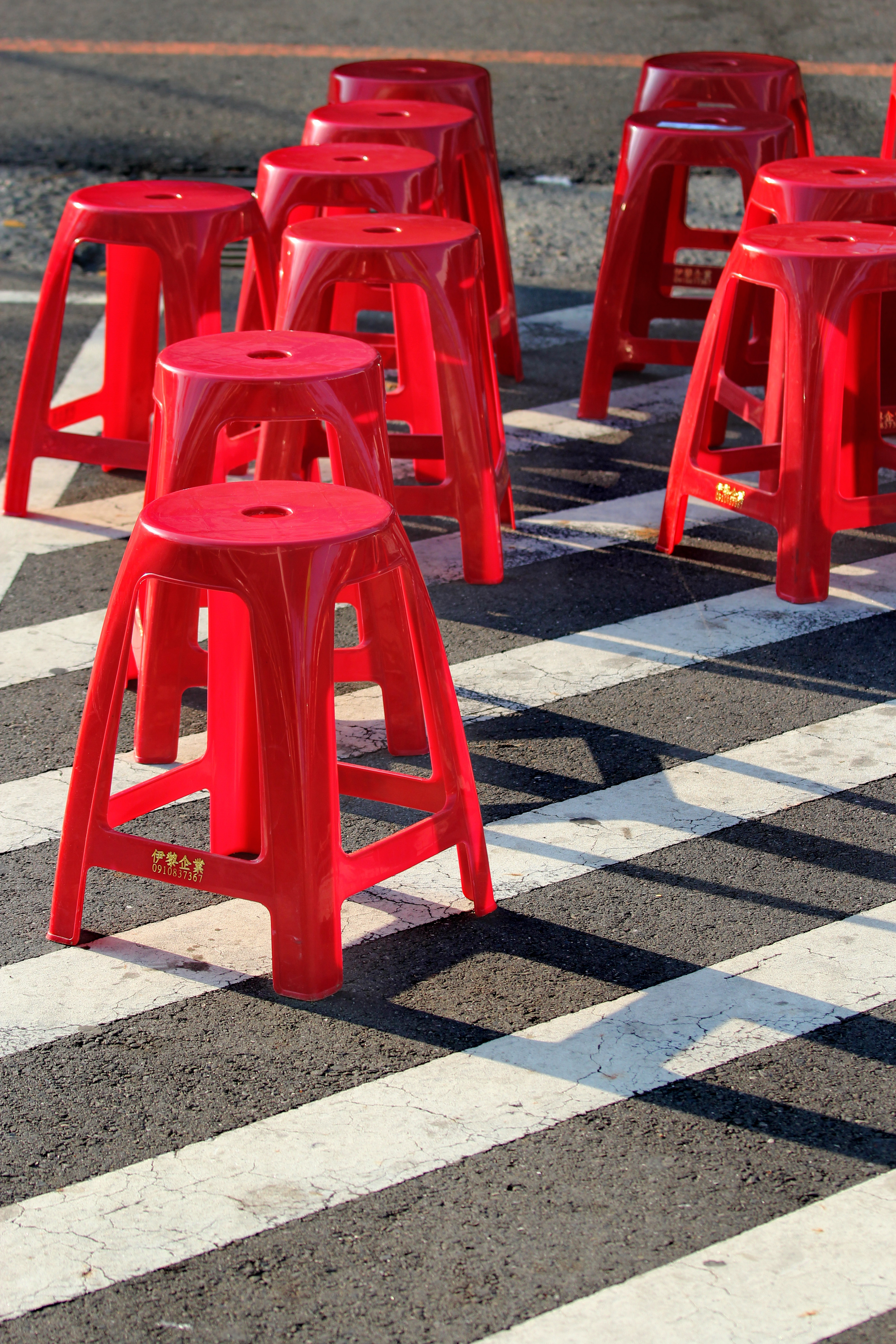
Banquinhos de plástico

O banquinho traseiro representa uma etapa intermediária entre o desenvolvimento do banco e da cadeira. Um banquinho virado simples com três pernas teria sua perna traseira estendida para fora e uma almofada transversal anexada. As banquetas traseiras eram sempre de três pernas, com uma perna traseira central.
Esse móvel levou ao desenvolvimento da cadeira torneada de três pernas, onde o encosto foi alargado e suportado por fusos diagonais que conduzem às extensões das pernas dianteiras. Com o tempo, esses suportes diagonais tornaram-se maiores, mais altos e mais planos, levando ao design da poltrona torneada.

### Modernidade
Nos tempos modernos, o termo banqueta tornou-se indistinto para vários tipos de bancos. Pode ser usado, por exemplo, para os bancos de bar, bancos altos para sentar em um balcão, muitas vezes fixados no lugar. Elas são um desenvolvimento da cadeira tanto quanto do banquinho, tornando-as mais compactas para permitir um assento mais largo ao redor de uma mesa ou balcão. Elas podem até ser chamadas de "cadeiras sem encosto". Um tipo de banquinho, os banquinhos Windsor-back, são populares nas casas tradicionais inglesas e possuem um encosto.
Essas banquetas traseiras desenvolveram-se por volta de 1900, com o advento de materiais modernos como a madeira dobrada e, mais tarde, o tubo de aço dobrado do trabalho de Marcel Breuer na Bauhaus. Esses materiais não dependiam mais das formas da marcenaria tradicional, desenvolvida para os primeiros bancos, e, portanto, encostos fortes podiam ser fixados sem depender de posicionamentos específicos das pernas para obter resistência.